# 能隙
帶隙（band gap）、帶溝，或稱能隙（energy gap）、能帶隙（energy band gap）、禁带宽度（width of forbidden band），在固態物理學中泛指半導體或絕緣體的價帶頂端至傳導帶底端的能量差距。
對一個本質半導體而言，其導電性與能隙的大小有關，只有獲得足夠能量的電子才能從價帶被激發，跨過能隙並躍遷至傳導帶。利用費米-狄拉克統計可以得到電子佔據某個能階{\displaystyle E_{0}}的機率。又假設{\displaystyle E_{0}>>E_{F}}，{\displaystyle E_{F}}是所謂的費米能階，電子佔據{\displaystyle E_{0}}的機率可以利用波茲曼近似簡化為：
{\displaystyle e^{\left({\frac {-E_{g}}{kT}}\right)}}
在上式中，{\displaystyle E_{g}}是能隙的寬度、{\displaystyle k}是波茲曼常數，而{\displaystyle T}則是溫度。
半導體材料的能隙可以利用一些工程手法加以調整，特別是在化合物半導體中，例如控制砷化鎵鋁（AlGaAs）或砷化鎵銦（InGaAs）各種元素間的比例，或是利用如分子束磊晶（Molecular Beam Epitaxy, MBE）成長出多層的磊晶材料。這類半導體材料在高速半導體元件或是光電元件，如（Heterojunction Bipolar Transistor, HBT）、雷射二極體，或是太陽能電池上已經成為主流。

## 相關議題
- 直接带隙和间接带隙